# Потакувка
Потакувка (пол. Potakówka) — село в Польщі, у гміні Тарновець Ясельського повіту Підкарпатського воєводства.
Населення — 431 особа (2011).
У 1975-1998 роках село належало до Кросненського воєводства.

## Демографія
Демографічна структура станом на 31 березня 2011 року:
|          | Загалом | Допрацездатний вік | Працездатний вік | Постпрацездатний вік |
| -------- | ------- | ------------------ | ---------------- | -------------------- |
| Чоловіки | 211     | 40                 | 137              | 34                   |
| Жінки    | 220     | 36                 | 120              | 64                   |
| Разом    | 431     | 76                 | 257              | 98                   |